# マラケタ
マラケタ（marraqueta）は、南米に広く普及しているパン。脂肪を含まず、発酵に時間をかけて作る。19世紀末にフランス出身のパン職人がチリのバルパライソで考案した。縦長の形状で十字形の切れ目があり、裂けやすいのが特徴である。パンの消費量世界2位のチリで最も生産量の高い種類である。